# Bocaue
Bocaue (offiziell: Municipality of Bocaue; Filipino: Bayan ng Bocaue) ist eine philippinische Stadtgemeinde in der Provinz Bulacan.
Der Ort, durch den der gleichnamige Fluss Bocaue fließt, wurde 1606 gegründet. Im Stadtzentrum befindet sich ein Heimatmuseum.

## Baranggays
Bocaue ist in folgende 19 Baranggays aufgeteilt:
| - Antipona - Bagumbayan - Bambang - Batia - Biñang 1st - Biñang 2nd - Bolacan - Bundukan - Bunlo - Caingin | - Duhat - Igulot - Lolomboy - Poblacion - Sulucan - Taal - Tambobong - Turo - Wakas |

## Persönlichkeiten
- Joel Villanueva (* 1975), Politiker